# Дабанович, Никола
Никола Дабанович (англ. Nikola Dabanović; род. 18 декабря 1981, Титоград) — черногорский футбольный судья. Судья ФИФА с 2009 года.

## Карьера
В 2006 году Дабанович начал работать судьёй в Первой лиге Черногории.
С 2009 года Никола Дабанович входит в список арбитров ФИФА и судит международные футбольные матчи
В сезоне 2017/18 годов Дабанович впервые отработал на матче Лиги Европы, а в сезоне 2022/23 годов впервые судил матч Лиги чемпионов. Также работал на футбольных поединках Лиги наций УЕФА, квалификации к чемпионату Европы 2021 года, квалификации к чемпионату мира 2018 года и чемпионату мира 2022 года, а также в товарищеских встречах.
Дабанович работал на матчах чемпионата Европы среди юношей до 17 лет 2014 года на Мальте, чемпионате Европы среди юношей до 19 лет 2016 года в Германии (в качестве четвертого официального арбитра) и чемпионате Европы среди юношей до 19 лет 2019 года в Армении.